# Pallinostoúntes
Pallinostoúntes (Pallinostountes) är en ort i Grekland.   Den ligger i prefekturen Nomós Kastoriás och regionen Västra Makedonien, i den norra delen av landet, 400 km nordväst om huvudstaden Aten. Pallinostoúntes ligger 672 meter över havet och antalet invånare är 112.
Terrängen runt Pallinostoúntes är kuperad åt nordväst, men åt sydost är den platt. Pallinostoúntes ligger nere i en dal.Runt Pallinostoúntes är det ganska glesbefolkat, med 47 invånare per kvadratkilometer. Närmaste större samhälle är Kastoria, 9,8 km öster om Pallinostoúntes. Trakten runt Pallinostoúntes består till största delen av jordbruksmark.